# Corydalis subjenisseensis
Corydalis subjenisseensis là một loài thực vật có hoa trong họ Anh túc. Loài này được E.M.Antipova mô tả khoa học đầu tiên năm 2007.